# Све за моју породицу
Све за моју породицу (тур. Kardeşlerim) турска је телевизијска серија чије је емитовање почело 20. фебруара 2021. на каналу ATV.  Серију је режирао Серкан Биринчи, а сценарио је написала Ђул Абус Семерџи. Главне улоге тумаче Џелил Налџакан, Џунајт Мете, Симге Селџук, Јигит Кочак, Халит Озгур Сари, Онур Сејит Јаран, Фадик Севин Атасој, Аху Јагту и Су Бурџу Јазги Џошкун.
Серија је снимљена у 4 сезоне и завршена је финалном 132. епизодом емитованом 8. јуна 2024. године.

## Радња
Прича прати Кадира, Омера, Асијe и Емел, четворо браће и сестара који су изгубили родитеље у различитим несрећним околностима и покушавају да изграде своје животе уз међусобну подршку. Упркос својим успонима и падовима, они су увек ту једно за друго.

## Улоге
| Глумац                | Улога        |
| --------------------- | ------------ |
| Џелил Налчакан        | Акиф Атакул  |
| Џунејт Мете           | Орхан Ерен   |
| Симге Селчук          | Небахат Шен  |
| Јигит Кочак           | Омер Ерен    |
| Су Бурџу Јазги Џошкун | Асије Ерен   |
| Аху Јагту             | Сузан Ерџан  |
| Фадик Севин Атасој    | Сенгул Аслан |
| Онур Сејит Јаран      | Дорук Атакул |
| Халит Озгур Сари      | Кадир Ерен   |

## Интернационално приказивање
Серија је емитована у Северној Македонији на Каналу 5, у Албанији на ТВ Клан у Либану на каналу МТВ Либан и на Јутјубу. У Србији је емитује Happy од 12. фебруара 2024.

## Реефренце
1. ↑  „Serija "Sve za moju porodicu" na TV Happy probudiće najskrivenije emocije vaše duše”. Блиц. Приступљено 13. 3. 2025.